# Топла (Караш-Северин)
Топла (рум. Topla) насеље је у Румунији у округу Караш-Северин у општини Корнерева. Oпштина се налази на надморској висини од 724 m.

## Становништво
Према подацима из 2002. године у насељу је живело 163 становника, од којих су сви румунске националности.